# Ionomer
Ionomere sind thermoplastische Kunststoffe, die erstmals 1964 auf den Markt kamen. Sie werden beispielsweise unter dem Handelsnamen Nafion (DuPont) vertrieben.
Ionomere werden durch Copolymerisation eines unpolaren mit einem polaren Monomer  gewonnen. Die polaren Bindungen drängen die Kristallisation zurück und führen zu einer „ionischen Vernetzung“.
Gegenüber herkömmlichen Thermoplasten haben Ionomere den Vorteil, dass in ihnen sowohl Nebenvalenzkräfte als auch Ionenbindungen wirksam werden. Diese Ionenbindungen sind besonders fest und verleihen dem Stoff seine charakteristischen Eigenschaften. Darüber hinaus können Ionoplasten im Gegensatz zu den meisten anderen Kunststoffen als Elektrolyte dienen. 

Trotz der Ionenbindungen sind Ionomere echte Thermoplaste, da sie bei 290–330 °C schmelzen. Der Schmelzvorgang ist allerdings bereits mit der Zersetzung der Makromoleküle verbunden. Dabei können Schadstoffe entstehen, in jedem Fall aber verliert das Ionomer Teile seiner Eigenschaften. 

## Eigenschaften
- hohe Zähigkeit und Abriebfestigkeit
- hohe Schlag- und Kerbschlagzähigkeit
- hohe Transparenz
- hohe ionische Leitfähigkeit
- keine elektrische Leitfähigkeit
- gute Spannungsrissbeständigkeit
- beständig gegen Säuren, Laugen, Fette, Öle und Lösemittel
- nicht beständig gegen oxidierende Säuren, Alkohole, aromatische und chlorierte Kohlenwasserstoffe
- die Witterungsbeständigkeit ist ähnlich wie bei Polyolefinen

## Verarbeitung
Die Verarbeitung kann durch Spritzgießen, Extrudieren, Blasformen oder Thermoformen erfolgen. Hierbei muss aber die funktionale Gruppe, welche dem Produkt die Ionenleitfähigkeit verleiht, noch maskiert sein. Soll das Ionomer durch eine Sulfonsäuregruppe (-SO3H) ionenleitend werden, dann wird das Polymer in seiner Sulfonylfluoridform (-SO2F) extrudiert. Die finale Form -SO3H kann aufgrund der ionischen Wechselwirkungskräfte nicht als Schmelze verarbeitet werden. Nach dem Formgebungsprozess reagiert die funktionelle Gruppe mit einer starken Lauge (NaOH oder KOH) zu -SO3Na bzw. -SO3K. Durch nachfolgendes Einwirken einer starken Säure wird sie zu -SO3H umgeformt.
- Urformtemperatur: circa 200–300 °C
- Umformtemperatur: circa 150 °C

Eine andere Art der Herstellung von Ionomermembranen ist die Herstellung einer Dispersion aus ca. 5–20 Gew.-% SO3H-Ionomer und Wasser-Alkohol-Gemischen. Durch Einsatz von Gießverfahren entstehen Flüssigkeitsoberflächen, aus denen dann die Lösungsmittel verdunsten. Übrig bleiben dann dünne Membranen (20–50 Mikrometer) in -SO3H-Form. Eingelassene poröse Materialien können die mechanische Festigkeit und Formstabilität verstärken.

## Anwendungen
- Quecksilberfreie Chloralkali-Elektrolyse zur Herstellung von Chlor und chloridfreier Natronlauge,
- Elektrolyt-Membranen für Polymerelektrolyt-Brennstoffzellen oder Lithium-Polymer-Akkus,
- Membranen zur Be- oder Entfeuchtung von Fluidströmen,
- fester Katalysator für säurekatalysierte chemische Reaktionen
- als Mantelschicht in einigen Golfbällen,  z. B. von Titleist